# Outlook (Saskatchewan)
Outlook (offiziell Town of Outlook) ist eine Gemeinde im südwestlichen Zentrum der kanadischen Provinz Saskatchewan. Die Gemeinde ist eine „urban municipality“ mit dem Status einer Kleinstadt (englisch Town) und verfügt, wie alle „urban municipalities“ in der Provinz, über eine eigenständige Verwaltung. Outlook ist ein Einkaufs-, Dienstleistungs- sowie Verwaltungszentrum für die umliegende ländliche Region.
Der Trans Canada Trail verläuft durch die Gemeinde und überquert hier auf der Skytrail Brücke den South Saskatchewan River.

## Lage
Die Kleinstadt liegt zu beiden Ufern des South Saskatchewan River, in den nordöstlichen Ausläufern des Palliser-Dreiecks. Die Gemeinde liegt dabei auf der Grenze zwischen der östlich gelegenen Rural Municipality of Rudy No. 284 und der westlich gelegenen Rural Municipality of Fertile Valley No. 285. Outlook liegt etwa 80 Kilometer südlich von Saskatoon und wird von dem in Ost-West-Richtung verlaufenden Highway 15 durchquert. Die Kleinstadt wird westlich der Gemeindegrenzen außerdem von dem in Nord-Süd-Richtung verlaufenden Highway 45 tangiert. Von der ehemaligen Eisenbahnstrecke der Canadian Pacific Railway existiert nur noch die Skytrail-Brücke, welche heute mit einer Länge von rund 910 Metern eine der längsten Fußgängerbrücken der Welt ist. Im südlichen Gemeindegebiet liegt der lokale Flugplatz, mit einer Start- und Landebahn aus Gras und 938 Metern Länge.
Etwa 35 Kilometer den South Saskatchewan River stromaufwärts liegt der Gardiner-Staudamm, einer der größten Staudämme der Erde. Der Damm staut hier den Fluss zum Lake Diefenbaker. Neben dem Danielson Provincial Park, welcher sich am Staudamm befindet, liegen an dem See weitere der Provincial Parks in Saskatchewan.

## Geschichte
Ursprünglich Siedlungs- und Jagdgebiet verschiedener Völker der First Nations, begann der europäisch geprägte Teil der Geschichte der heutigen Gemeinde mit der Ankunft der Eisenbahn im Jahr 1908. Die Canadian Pacific Railway hatte hier die Farm eines bereits ansässigen Siedlers erworben und zu einem Haltepunkt ihrer Strecke ausgebaut. Im selben Jahr wurde in der Gemeinde dann auch ein „Post Office“ eröffnet. 1909 war die Siedlung bereits soweit angewachsen, dass die Gemeinde den Status einer Kleinstadt erhielt (Incorporated as a town).

## Demografie
Die Gemeinde wird für den Zensus zur Saskatchewan Census Division No. 11 gezählt. Der Zensus im Jahr 2016 ergab für die Stadt selber eine Bevölkerungszahl von 2279 Einwohnern, nachdem der Zensus im Jahr 2011 für die Gemeinde noch eine Bevölkerungszahl von nur 2204 Einwohnern ergeben hatte. Die Bevölkerung hat damit im Vergleich zum letzten Zensus im Jahr 2011 etwas schwächer als der Trend in der Provinz leicht um 3,4 % zugenommen, während der Provinzdurchschnitt bei einer Bevölkerungszunahme von 6,3 % lag. Im Zensuszeitraum von 2006 bis 2011 hatte die Einwohnerzahl in der Gemeinde noch deutlich stärker als der Provinzdurchschnitt um 13,7 % zugenommen, während die Gesamtbevölkerung in der Provinz um 6,7 % zunahm.

## Söhne und Töchter der Stadt
- Shay Stephenson (* 1983), Eishockeyspieler